# 张海宁
张海宁（1960年—），湖南人，中国著名词作家。

## 简介
词作家、诗人，曾获“东方风云榜”最佳作词、中国流行音乐十年荣誉奖等奖项。现为中国音乐家协会会员、中国电视艺术家协会会员、中国音乐文学学会理事、上海音乐家协会音乐文学专业委员会副主任、上海音乐文学学会副会长，上海市作家协会会员、《上海歌词》副主编。

## 作品
- 歌词代表作：《爱情鸟》《蓝蓝的夜，蓝蓝的梦》《透过开满鲜花的月亮》等；
- 主要歌词作品：2007世界夏季特奥会闭幕式主题歌曲《阳光·生命》，SMG全球世博城市卫星双向传送节目主题歌《Better City  Better Life》，《芸儿的故事》《谁的羊》、大合唱《中华之光》等；
- 影视剧作词：《诺尔曼·白求恩》《英雄虎胆》《红玫瑰 黑玫瑰》《狐步谍影》《爱比恨多一点》《光头美女》《女子监狱》《浦东歌谣》《开心公寓》等。